# Corydoras narcissus
Corydoras narcissus är en fiskart som beskrevs av Han Nijssen och Isbrücker, 1980. Corydoras narcissus ingår i släktet Corydoras och familjen Callichthyidae. Inga underarter finns listade i Catalogue of Life.